# Václav Klement
Václav Klement (ur. 16 września 1868 w Velvarach, zm. 12 sierpnia 1938 w Mladá Boleslav) – czeski księgarz i przedsiębiorca, wspólnie z Václavem Laurinem twórca firmy Laurin & Klement, obecnie Škoda Auto.

## Życiorys
Urodzony w 1868 roku, pracował od 11 roku życia. Macocha skierowała go do pracy jako pomocnik kowala w rodzinnych Velvarach, ale pod wpływem miejscowego nauczyciela, rodzice oddali chłopca do pracy na stanowisku pomocnika księgarza w pobliskim Slaným. Klement pracował w tym miejscu kilka lat, uzupełniając jednocześnie wykształcenie. Z poleceniem przełożonego trafił do pracy w Pradze, ale szybko (1886) otrzymał bardzo korzystną propozycję prowadzenia księgarni państwa Novotných w Mladej Boleslav.
W nowym miejscu Klement szybko wtopił się w miejscową elitą i zaangażował się w życie społeczności, m.in. stał się współzałożycielem klubu zrzeszającego kolarzy, jako że podczas pobytu w Pradze zafascynował się rowerami. Po pięciu latach odkupił księgarnię od dotychczasowych właścicieli, którzy zgodzili się sprzedać mu firmę na raty. Klement spłacił długi w ciągu dwóch lat, m.in. wykorzystując posag żony, po czym rozszerzył asortyment sklepu o rowery oraz części do nich.
W 1894 roku zdecydował się na zakup nowego roweru z drezdeńskiej firmy Seidel & Naumann, jednak zakupiony egzemplarz okazał się wadliwy. Klement złożył więc do przedstawicielstwa firmy w Uściu nad Łabą list z reklamacją, ale szybko otrzymał napisaną po niemiecku odpowiedź, że na pisma w języku czeskim nie udziela się odpowiedzi i firma prosi o korespondencję w języku niemieckim.
To wydarzenie mocno go zdenerwowało i skłoniło do pomysłu otwarcia warsztatu naprawy rowerów i małej montowni nowych egzemplarzy. Ponieważ nie znał się na kwestiach technicznych, zaczął poszukiwać wspólnika do prowadzenia nowej działalności. W grudniu 1895 roku otworzył razem z Václavem Laurinem firmę, w której zatrudniali dwóch robotników i ucznia. Ich celem była produkcja rowerów, ale początkowo zdecydowali się na montaż z gotowych części rowerów pod marką Slavia. wobec dużej konkurencji na rynku, firma w reklamach podkreślała narodowy charakter i odwoływała się do patriotyzmu.
W miarę upływu czasu wspólnicy zaczęli szukać finansowania dla rozbudowy firmy i ostatecznie pożyczki udzielił im austriacki Länderbank. W 1898 roku Laurin i Klement zaczęli eksperymentować z pierwszymi motocyklami, ale sprowadzony przez nich model okazał się niefunkcjonalny. Zdecydowali wówczas o zaprojektowaniu własnego motocykla, którego premiera odbyła się 18 listopada 1899 roku w Pradze. Nowe motocykle spotkały się z entuzjastycznym przyjęciem dziennikarzy. W pierwszych latach XX wieku rosła sprzedaż i eksport, firma zwiększała zatrudnienie, a ich produkty zdobywały wyróżnienia i nagrody. W tym także okresie Klement sprzedał księgarnię, którą od pewnego już czasu prowadziła żona. Od 1905 roku firma zaniechała produkcji rowerów, skupiając się na motocyklach i rozpoczęła produkcję samochodów, by z czasem skoncentrować się wyłącznie na samochodach. W tym samym roku firma Seidel & Naumann kupiła licencję na silniki Laurina i Klementa.
Szybko Klement dostrzegł, że firma potrzebuje do rozwoju więcej kapitału, który można pozyskać tylko przez przekształcenie w spółkę akcyjną. W zrestrukturyzowanej firmie Klement został dyrektorem generalnym, a Laurin dyrektorem technicznym. W ostatnich latach przed wybuchem I wojny światowej Klement wysłał belgijskiej fabryki samochodów Minerva szpiega przemysłowego, który jednak szybko został zdekonspirowany. Po wybuchu wojny Klement pojechał do Wiednia, by zapewnić firmie zamówienia rządowe, co dałoby firmie bezpieczeństwo finansowe, a pracownikom zwolnienie od mobilizacji. Przez okres wojny fabryka produkowała m.in. ciężarówki i pociski. Po zakończeniu wojny firma utraciła wiele rynków zbytu z powodu przekształceń politycznych, a w samych Czechach pojawiły się konkurencyjnej firmy Praga, Tatra i Walter Motors.
W nocy 27 czerwca 1924 r. wybuchł w fabryce pożar, powodujący znaczne straty. By mieć pieniądze na odbudowę i rozwój, postanowił włączyć firmę w skład koncernu Škoda, co nastąpiło w 1925 roku. Od tego czasu Klement stracił wpływ na działalność firmy, zmarł w sierpniu 1938 roku.